# Richard Paulli (læge)
 For alternative betydninger, se Richard Paulli. (Se også artikler, som begynder med Richard Paulli)
Richard August Simon Paulli (født 18. juli 1846 i København, død 7. januar 1911 sammesteds) var en dansk læge. Han var søn af Just Henrik Voltelen Paulli og far til Richard Jakob Paulli.
Paulli blev student 1864 og cand. med. 1871. 1872—76 var han kandidat og assistent på Frederiks Hospital og Fødselsstiftelsen samt studerede i udlandet. 1876—78 var han reservekirurg på Frederiks Hospital, 1878—80 underaccouchør ved Fødselsstiftelsen. Paulli fik 1873 universitetets guldmedalje for en fremstilling af de kirurgiske behandlingsmåder, der kan henføres til den antiseptiske metode, særligt ved amputationer, og tog doktorgraden i medicin 1879 med en afhandling: Studier over Urethrotomia interna. Han udnævntes 1880 til overlæge ved Diakonissestiftelsen, forlod denne stilling 1908 og praktiserede derefter i København.